# Petristraße 19 (Hofgeismar)

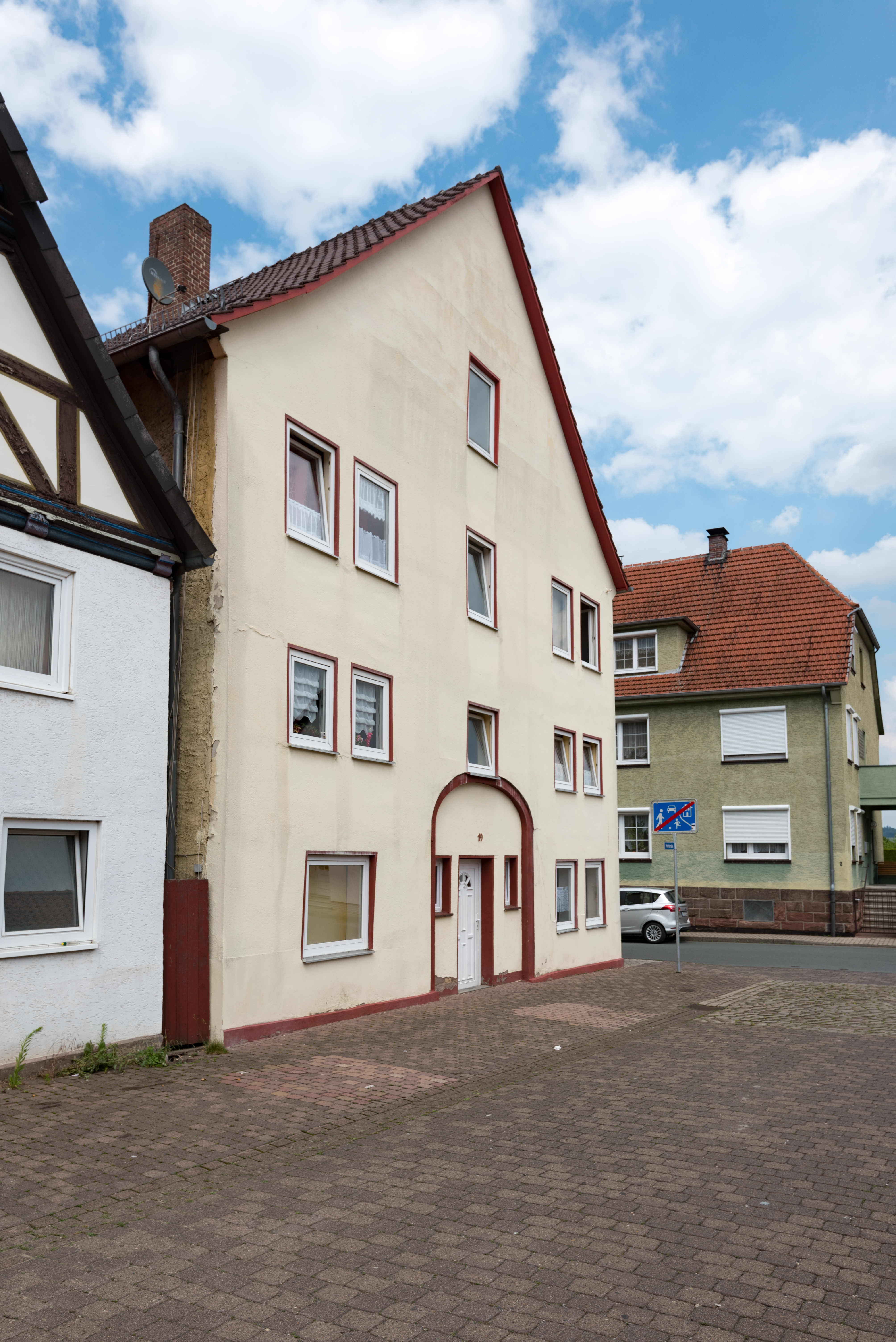
Gebäude Petristraße 19 in Hofgeismar

Das Gebäude Petristraße 13 in Hofgeismar, einer Stadt im Landkreis Kassel in Nordhessen, wurde im frühen 18. Jahrhundert errichtet und um 1800 um ein Geschoss erhöht. Das verputzte Diemelsächsische Bauernhaus an der Ecke zur Hufeisenstraße ist ein geschütztes Kulturdenkmal.
Das dreigeschossige Fachwerkhaus ist mit regelmäßigem Rähmfachwerk mit einfachen Streben an den Eckständern gebaut. Das ursprüngliche rundbogige Dielentor wurde durch eine Haustür ersetzt. 
Das ehemalige Längsdielenhaus ist in seiner Gliederung noch erkennbar.   